# Harford County
Harford County is een county in de Amerikaanse staat Maryland.
De county heeft een landoppervlakte van 1.141 km² en telt 218.590 inwoners (volkstelling 2000). De hoofdplaats is Bel Air.

## Bevolkingsontwikkeling

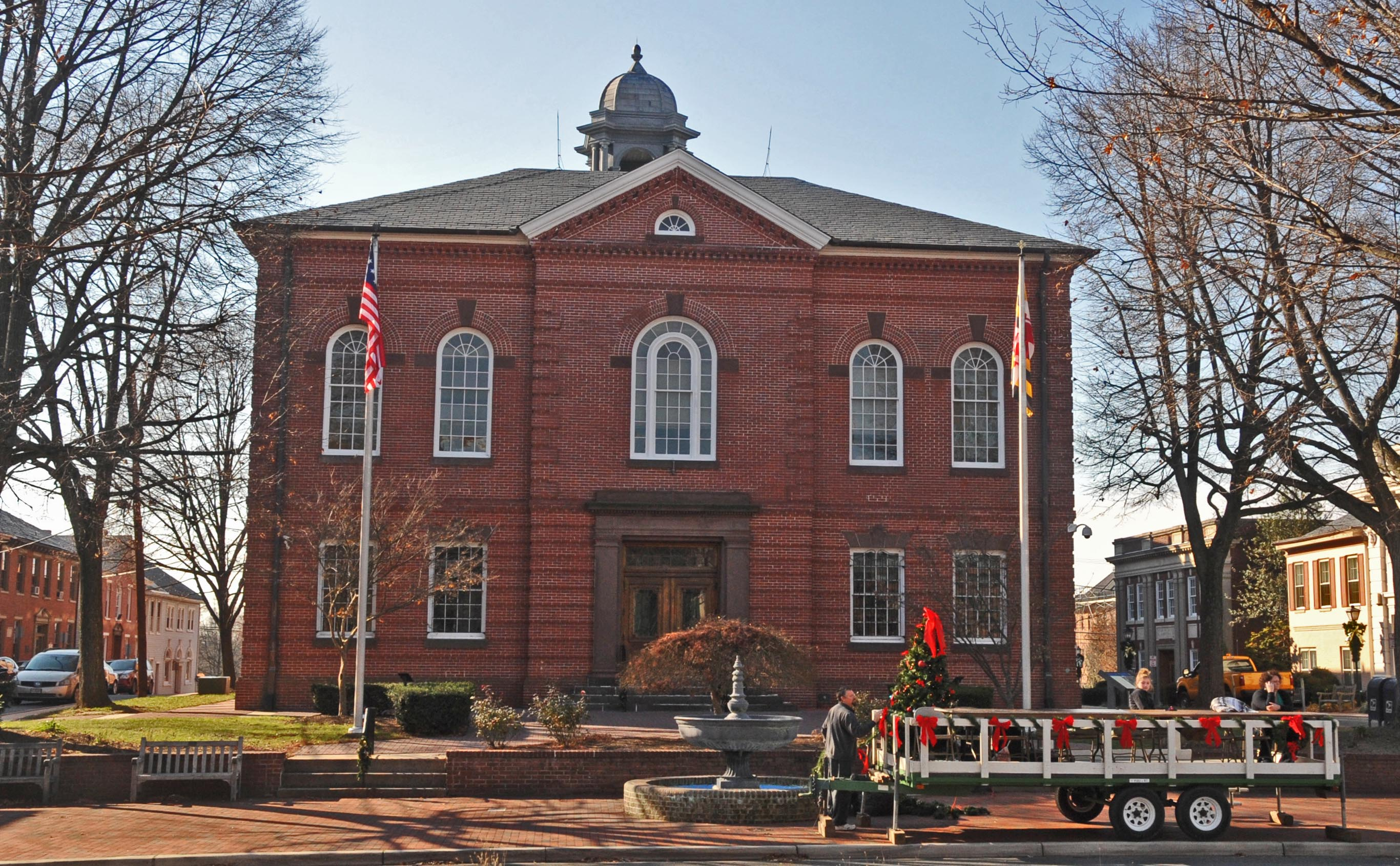
Hartford County Courthouse